# Katerina Tannenbaum
Pour les articles homonymes, voir Tannenbaum.
Katerina Tannenbaum, née le 10 juillet 1993 à Portland (Oregon), est une actrice américaine. Elle est notamment connue pour ses rôles dans les séries télévisées Sweetbitter, AJ and the Queen et Betty.

## Biographie
Elle naît et grandit à Portland. Elle a cinq frères et une sœur. 
Sa mère l'inscrit à des cours de théâtre dès ses 4 ans. Elle y jouera plusieurs années parallèlement à des études de danse. Elle déménage à New York à l'âge de 18 ans et étudie un an dans l'école d'art Stella Adler Studio of Acting. Par la suite, elle se lance dans le mannequinat et signe finalement avec un agent dans le domaine du théâtre.

## Filmographie

### Cinéma
- 2019 : Entangled : Francesca
- 2021 : 40-Love : Casey
- 2025 : Mooch de Jeff Ryan : Leslie

### Télévision

#### Séries télévisées
- 2018 : De celles qui osent : Leila (3 épisodes)
- 2018–2019 : Sweetbitter : Becky (7 épisodes)
- 2018–2022 : Better Call Saul : Amber (4 épisodes)
- 2020 : AJ and the Queen : Brianna Douglas (10 épisodes)[3]
- 2020–2021 : Betty : Ash (11 épisodes)[4]
- 2021 : Gossip Girl : Riley Love
- 2022–2025 : And Just Like That... : Lisette Alee (7 épisodes)[5]